# Barbara Plazzoli
Barbara Plazzoli est une boxeuse professionnelle italienne de full-contact (boxe américaine).

## Biographie
Elle a participé en 2005 aux championnats d'Europe professionnels de full-contact et a été battue en finale par la française Cindy Orain. En 2008, elle devient championne du monde de kick boxing en low kick (moins de 56 kg)
En 2009, elle est vice-championne dans la catégorie moins de 60 kg , tout comme en 2010.